# Dynamite Kid
Dynamite Kid (* 5. Dezember 1958 als Thomas Billington in Golborne, England; † 5. Dezember 2018) war ein britischer Wrestler.

## Jugend und Karriere
Billington wurde 1958 in Golborne in Greater Manchester geboren. Er wurde von Billy Riley trainiert. Zu Beginn seiner Karriere trat er in Europa auf, so unter anderem bei der österreichischen Liga Catch Wrestling Association.
1979 trat er das erste Mal in Kanada bei Stampede Wrestling auf. Dort wurde er von Stu Hart im Hart Submission Dungeon trainiert. Fortan trat er in Europa, Kanada (Stampede Wrestling) und Japan (New Japan Pro-Wrestling (NJPW)) auf. Bei NJPW gewann er die WWF Junior Heavyweight Championship.
Am 29. August 1984 debütierte er in der World Wrestling Federation (heute WWE). Dort bildete er mit seinem Cousin Davey Boy Smith das Tag Team „The British Bulldogs“. 1985 fehdete Billington mit Smith gegen Nikolai Volkoff und The Iron Sheik, anschließend gegen „The Dream Team“ (bestehend aus Brutus Beefcake und Greg Valentine). Von diesen gewannen sie die WWF World Tag Team Championship. Gegen Ende des Jahres 1986 begannen Billington und Smith eine Fehde gegen The Hart Foundation (Bret Hart und Jim Neidhart), an die sie am 26. Januar 1987 die WWF World Tag Team Championship abgeben mussten. Später fehdeten sie gegen Demolition. Im Dezember 1988 verließ Billington die WWF.
Am 5. Juni 1989 debütierte er bei All Japan Pro Wrestling (AJPW), wo er kurzzeitig mit Smith wieder als „The British Bulldogs“ auftrat. 1991 erhielt Billington mit Johnny Smith die All Asia Tag Team Championship. 1993 verließ er AJPW wieder, um im Jahr darauf mehrfach bei All Star Wrestling in England sowie bei German Pro Wrestling in Deutschland aufzutreten. Am 10. Oktober 1996 bestritt Billington bei Michinoku Pro Wrestling in Japan sein letztes Match.

## Leben nach der Wrestlingkarriere
1997 kehrte er nach Großbritannien zurück. Zu dieser Zeit nahmen seine gesundheitlichen Probleme, speziell im Rücken, zu. Aufgrund von Lähmungen war er spätestens seit der Jahrhundertwende auf einen Rollstuhl angewiesen. 2004 wurde ein Teil seines linken Beins amputiert. Am 23. November 2013 gab die WWE bekannt, dass Billington mehrere Schlaganfälle erlitten habe. Er starb am 5. Dezember 2018, seinem 60. Geburtstag, in einem Pflegeheim in Großbritannien.

## Erfolge
- World Wrestling Federation
  - 1× WWF World Tag Team Championship mit Davey Boy Smith
- Stampede Wrestling
  - 4× Stampede British Commonwealth Heavyweight Champion
  - 2× Stampede British Commonwealth Mid-Heavyweight Champion
  - 5× Stampede International Tag Team Champion 2× mit Davey Boy Smith und je 1× mit The Loch Ness Monster, Kasavudu und Duke Myers
- All Japan Pro Wrestling
  - 1× All Asia Tag Team Champion mit Johnny Smith
- National Wrestling Alliance
  - 1× NWA International Junior Heavyweight Champion
  - 1× NWA Pacific Northwest Heavyweight Champion
  - 1× NWA Pacific Northwest Tag Team Champion mit The Assassin
- Joint Promotions
  - 1× British Welterweight Champion